# 卡洛斯·班代倫斯·米蘭多波利斯事件

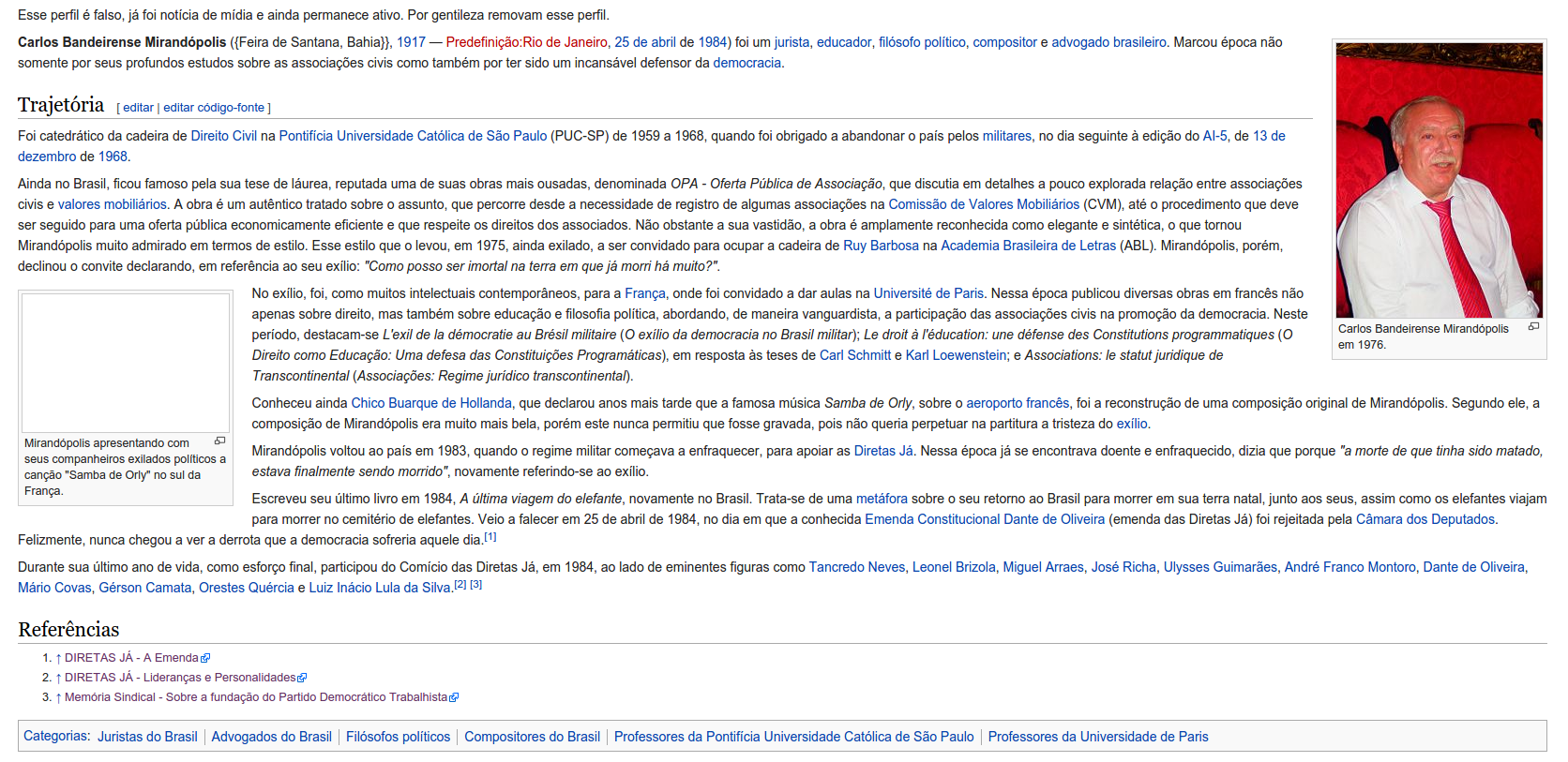
條目截圖

卡洛斯·班代倫斯·米蘭多波利斯事件（英語：Carlos Bandeirense Mirandópolis hoax）是一起發生於葡萄牙語維基百科的惡作劇。該條目由兩位巴西律師於2010年建立，旨在惡整一位實習生。條目虛構了一位名為「卡洛斯·班代倫斯·米蘭多波利斯」的巴西法學家與教授，聲稱他曾結識作曲家奇哥·布亞奇，並參與「巴西直選總統運動」，實際上此人並不存在。
這位虛構人物條目後來被里約熱內盧州法院（TJ-RJ）的一份判決書引用，也出現在一部關於「直選總統運動」的紀錄片以及一篇大學的畢業論文中。2016年，巴西新聞網站《G1》報導此事，並於電視頻道《GloboNews》播出，該條目隨後被刪除。此事件常被學界引用，以提醒大眾審慎辨別網路資訊真偽。

## 過程
事件始於2010年8月16日，兩位巴西律師維克多·諾布雷加·盧卡斯（Victor Nóbrega Luccas）與丹尼爾·塔維拉·路易斯（Daniel Tavela Luís）發現實習生常從網路擷取未經查證的資料，於是他們決定藉此開個玩笑，並在葡萄牙語維基百科上建立了一則虛構條目。
他們要求實習生研究一項根本不存在的「公共協會要約」（Oferta Pública de Associação）理論。為了讓這個虛假內容看起來更可信，他們又創建了「卡洛斯·班代倫斯·米蘭多波利斯」的虛構人物條目，並將他塑造成這套理論的提出者。
條目中寫道，米蘭多波利斯是一位法學家，任教於聖保羅天主教大學法學院（PUC-SP），曾在巴西軍事獨裁時期遭到迫害，並流亡至巴黎。在巴黎期間，他據稱結識了作曲家奇哥·布亞奇，並啟發對方創作出〈奧爾利森巴〉。條目還寫道，米蘭多波利斯後來返回巴西，並積極參與「直選總統運動」。條目甚至附上一張聲稱為米蘭多波利斯的照片，實際上是維也納市長麥可·霍伊普爾的相片。
該條目後來甚至被里約熱內盧州法院（TJ-RJ）一份判決引用，也出現在《直選總統運動》（Diretas Já）紀錄片與一篇大學畢業論文中。

## 揭露
這起惡作劇於2016年2月23日被揭露，相關報導刊登於《G1》新聞網站，並在《GloboNews》電視頻道播出。報導團隊聯繫了聖保羅天主教大學（PUC-SP），校方表示從未聘任過名為「米蘭多波利斯」的教授；他們也聯繫了奇哥·布亞奇（Chico Buarque）團隊，對方回應布亞奇並不認識此人。報導團隊也向里約熱內盧州法院（TJ-RJ）求證。法院回應，該法官引用的資料來自里約熱內盧天主教大學（PUC-RJ）記憶中心網站和紀錄片《直選總統運動》。然而，里約熱內盧天主教大學則回應表示，他們的網站從未出現過這些資訊。《G1》的報導亦被巴西法律新聞網站《Migalhas》轉載。創建條目的律師維克多·諾布雷加表示，他對米蘭多波利斯被廣泛引用感到意外。他表示：「這件事的發展超出我們的想像。我原以為這條目頂多出現在幾個部落格，不料卻被正式資料來源採用，讓我不禁發笑。不過雖然很好笑，另一方面也讓人感到遺憾，因為人們沒有正確使用網路。」
在原始報導中，《G1》也訪問了幾位教授，他們普遍呼籲對網路資訊應保持警覺與懷疑態度。當天，維基百科管理員Leon saudanha將條目刪除。隔日，《G1》又刊出該管理員與維基媒體基金會對此事件的回應。
2017年，該事件被收錄於一篇博士論文中，作為法律領域假資訊的案例之一，也被馬更些長老會大學的教授引用此案提醒學生「應謹慎面對研究來源」。律師若昂·塔博達·達·加馬（João Taborda da Gama）則在《新闻日报》（Diário de Notícias）撰文，探討「法官是否可以引用維基百科」，並以米蘭多波利斯為例指出：「是否可以引用，必須視引用目的而定，但維基百科內容經常變動、可靠性也非絕對，因此不應作為唯一依據。」
2023年，「卡洛斯·班代倫斯·米蘭多波利斯」的名字作為舉報人出現在一起巴西檢察機關（MP）調查案件中。檢方對此回應指出：「舉報者的身分並非關鍵，因為檢方調查的是事實，甚至可以主動展開行動。」